# Shote Galica
Shote Galica, albanska borka, * 10. november 1895, Drenicë, Osmansko cesarstvo, † 1. julij 1927, Fushë-Krujë, Albanska republika.   
Shote Galica, rojena kot Qerime Halil Radisheva, je bila separatistična upornica paravojaškega gibanja kačak, ki se je borila v albansko-srbski vojni v zgodnjem 19. stoletju. Danes velja za borko za svobodo in je priljubljena junakinja Albancev, še posebno na Kosovu. Razglašena je bila za Narodno herojinjo Albanije (Heroinë e Popullit).

## Življenjepis
Rojena je bila v vasi Radiševo v regiji Drenica na Kosovu. Imela je šest bratov. Leta 1915 se je poročila z Azemom Galico. Leta 1919 je sodelovala v vstaji Dukagjin in v vasi Junik na območju Drenice. Leta 1925 je po moževi smrti nadaljevala z bojem, prevzela je moževo skupino in se skupaj z Bajramom Currijem borila v Prizrenskem Hasu in v vasi Lumë v Albaniji. Spominjamo se je po tem, da je julija 1927 pri vasi Çikatovi ujela srbskega poveljnika in številne vojake, se nato umaknila v Albanijo in preživela svoje zadnje mesece v Fushë-Krujë, kjer je umrla. Ubili so jo privrženci Ahmeda Zoga, kasnejšega albanskega vladarja.
Znana je po izreku »življenje brez znanja je kot vojna brez orožja«.

## Družina
Julija 1924 je sodelovala v boju za Drenico (Arbania e Vogël, Mala Albanija). Julija 1925, po smrti moža Azema, se je še naprej bojevala in vodila albanske bojevnike na Kosovu. Decembra 1924 se je skupaj s stotimi borci iz nekdanje Kosovske vilajet borila proti kraljevim jugoslovanskim silam. V boju z nacionalnimi varnostnimi silami je izgubila 22 družinskih članov. 